# Stiphropus falciformus
Stiphropus falciformus är en spindelart som beskrevs av Yang, Zhu och Song 2006. Stiphropus falciformus ingår i släktet Stiphropus och familjen krabbspindlar. Inga underarter finns listade i Catalogue of Life.